# بيتر روس
بيتر روس (2 سبتمبر 1992 في المملكة المتحدة - ) (بالإنجليزية: Peter Ross)‏ هو لاعب كريكت بريطاني.

## وصلات خارجية
- بيتر روس على موقع إي آس بي آن كريك إنفو (الإنجليزية)